# Zámčisko (Góry Lewockie)
Zámčisko – szczyt górski w Górach Lewockich we wschodniej Słowacji. 1236 m n.p.m. Zalesiony. Szlaków turystycznych brak. Szczyt leży w obrębie byłego poligonu wojskowego Javorina. 